# 旧海軍大湊要港部水源地堰堤

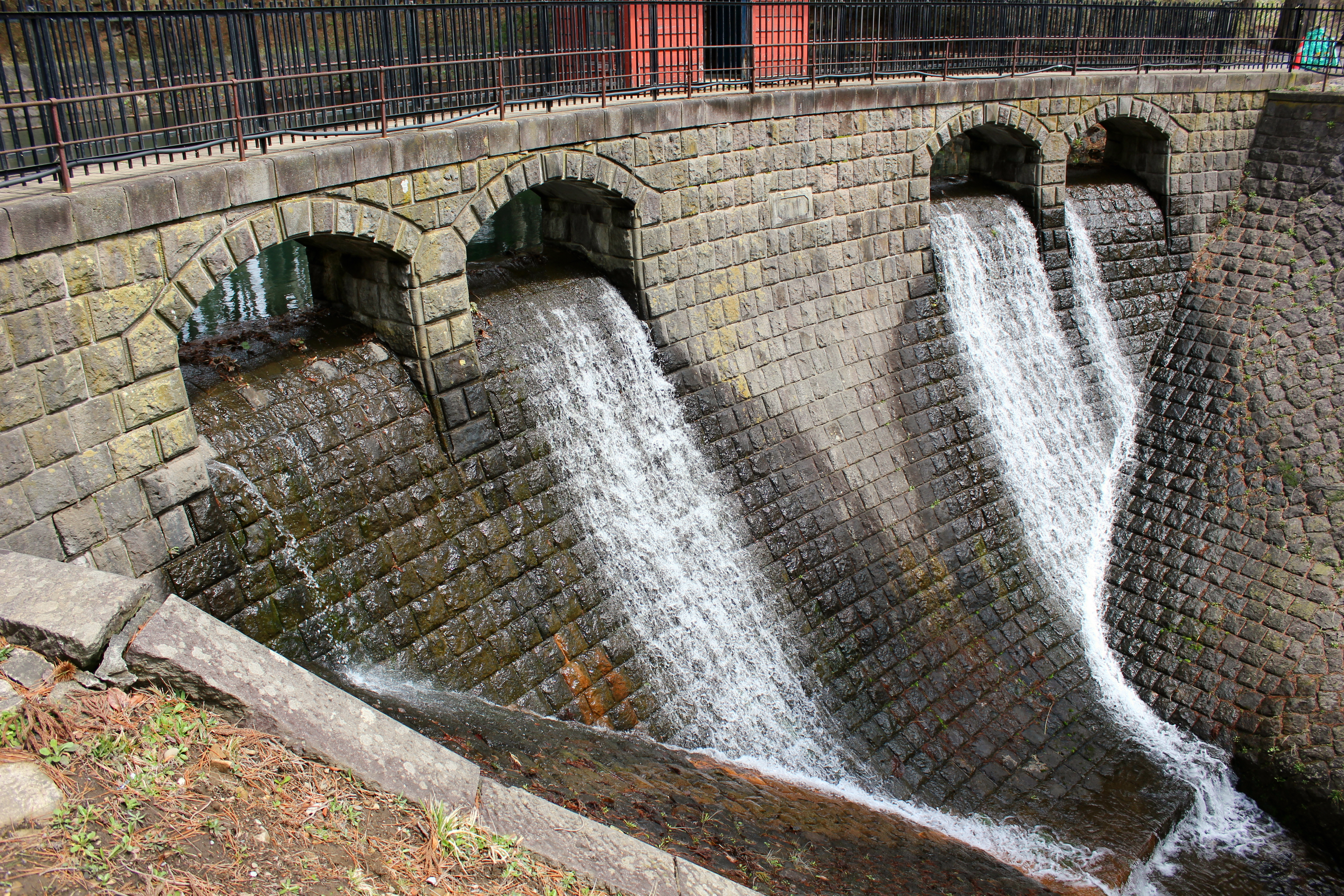
旧海軍大湊要港部水源地堰堤

旧海軍大湊要港部水源地堰堤（きゅう かいぐんおおみなとようこうぶすいげんちえんてい）は、青森県むつ市にある国の重要文化財。1910年（明治43年）に大日本帝国海軍（旧海軍）大湊要港部の水道施設として青森県大湊村（現：むつ市）に建設されたもので、第二次世界大戦後は大湊町（現：むつ市）の水道施設として1976年（昭和51年）3月まで使用され、1978年（昭和53年）からは公園として市民の憩いの場となっている。1985年（昭和60年）5月 近代水道百選に選定、2001年（平成13年） 土木学会選奨土木遺産に認定、2009年（平成21年）12月 国の重要文化財に指定された。

## 概要
1908年（明治41年）に起工された当施設は、背後にそびえる釜臥山から切り出された安山岩を用いた重力アーチ式石造堰堤で、有効貯水容量5,000 tと比較的小規模な施設である。アーチ式で整備された経緯については、水圧をアーチで受け、軸力を両端基部に支持させることによって堤体厚を薄くすることができるというアーチ式ダムの工学的理由よりは、アーチによって構造景観を整えたものと考えられている。堤長中央に設けられた六角形の洋風上屋や、溢流口の曲線意匠（アーチ）も含め、美しい景観をなしている。設計は、当時横須賀鎮守府経理部建築科長だった桜井小太郎が手がけ、同建築科により施工されている。なお堰堤本体は1909年（明治42年）5月に竣工しているが、附属施設を含めた水源地施設全体としての竣工は翌1910年（明治43年）3月となっている。
当施設は海軍専用水道として使用されていたが、第二次世界大戦終結後の1946年（昭和21年）より大湊町が町内の水道施設として国より無償貸付を受けて使用を開始した。その後1963年（昭和38年）8月にこれら水道施設が無償譲与を受け、第一水源地として使用されてきた。しかし、昭和40年代になると施設の老朽化が進んでいたことから1974年（昭和49年）までに代替の水源が整備された結果、1976年（昭和51年）3月末で水道施設としての役目を終えた。同所は、竣工当時から海軍の手によると思われる桜が周辺施設も含めて数千株植樹されていたようで、1935年（昭和10年）発行の「大湊町誌」（笹沢魯羊著）によれば、「1918年（大正7年）5月5日、要港部水源池の桜が満開で一般に開放されて参観させた」とあり、海軍施設時代から桜の名所として地域に知られていたことから、市では1978年（昭和53年）より都市公園整備事業に着手したが、この事業により沈澄池の一部埋め立てや施設の大幅な改変が行われることになった。これに対して文化財保存に見識のある方々からの声の高まりや、それを踏まえて「旧大湊第一水源池堰堤及び附属施設緊急調査」が行われた。その結果、沈澄池堰堤を中核とした水道施設は、全国に誇りうる明治期の文化遺産として、その造形の美しさと極めて高い技術水準を持った石造建造物は日本水道史上貴重な産業遺産であり、保存すべきとの報告が取りまとめられ、結果的に一部附属施設の撤去はあったものの、ほぼ往時の形を残したうえでむつ市水源池公園の景勝地として保存・一般公開されている。
なお、アーチ式ダムの設計概念に基づく施設といえるかどうかは別として、日本国内最初期に属するアーチ式堰堤である。また、貯水池の側壁・底面も全て石張りで仕上げられており、全国的に珍しい施設となっている。重要文化財「旧大湊水源地水道施設」の一つとして、周辺施設と共に指定されている。

## 施設概要
- 設計 - 桜井小太郎
- 竣工 – 1910年（明治43年）
- 構造・規模 – 石造アーチ式、堤高7.865 m、堤長26.45 m
- 所在地 - 〒035-0092  青森県むつ市宇田町368（むつ市水源池公園内）
- 備考 –2009年（平成21年）12月8日　国の重要文化財に指定
- 1985年（昭和60年）5月 近代水道百選に選定
- 2001年（平成13年） 土木学会選奨土木遺産に認定

## 交通アクセス
- 大湊線 大湊駅からバスで10分、海上自衛隊前停留所下車、さらに徒歩10分。